# Premna puerensis
Premna puerensis là một loài thực vật có hoa trong họ Hoa môi. Loài này được Y.Y.Qian miêu tả khoa học đầu tiên năm 1991.